# Évagoras II
 (mars 2021).
Si vous disposez d'ouvrages ou d'articles de référence ou si vous connaissez des sites web de qualité traitant du thème abordé ici, merci de compléter l'article en donnant les références utiles à sa vérifiabilité et en les liant à la section « Notes et références ».
Évagoras II  (grec : Εὐαγόρας) est roi de la cité de Salamine à Chypre de 361 à 351 av. J.-C., satrape perse de 351 à 349 av. J.-C. et enfin dynaste de Sidon en Phénicie de 349 à 346 av. J.-C.

## Origine
Évagoras II était généralement considéré comme un fils de Nicoclès et un petit fils d'Évagoras Ier .

## Règne
Il succède sur le trône de Salamine vers 361 à Nicoclés, assassiné par le parti pro-perse. Mais il est peu après renversé en 351 par son neveu et successeur Pnytagoras et devient satrape pour le compte du « Grand-roi » perse.
Évagoras II reçoit en 349 d'Artaxerxès III le gouvernement de la ville phénicienne de Sidon; prise et détruite par les Perses après la révolte de Tennès en 350 av. J.-C.
Il ne peut s'y maintenir que trois ans jusqu'en 346 avant d'être chassé pour sa mauvaise administration par la population qui rappelle l'héritier des anciens dynastes phéniciens, Abdashtart II (Straton II).
Bien que Pnytagoras ait été réduit à l'état de roi tributaire de Salamine par les Achéménides, la conclusion de la paix générale rend impossible le rétablissement d'Évagoras II à Salamine. Évagoras II qui avait dû se réfugier à Chypre est capturé et mis à mort.